# Maraka (dans)
Maraka is een dans- en muziekstijl in Suriname die zijn oorsprong kent onder de inheemse bevolking van de Karaïben.
De maraka wordt gedanst in een kring. De dansgroep maakt met het lichaam golvende bewegingen in voorwaartse richting. In de dans worden repeterende bewegingen naar 'Moeder Aarde' en terug gemaakt. De dansers houden hierbij elkaars handen vast en volgen met de voeten een ritmisch patroon. Er wordt met een maraka een ratelend geluid gemaakt waarmee de maat wordt aangegeven.